# ГЕС Манікуаган-2
ГЕС Манікуаган-2, ГЕС Жан Лесаж, ГЕС Манік-2  (фр. Centrale Jean-Lesage) - гребля на річці Манікуаган розташована в 22 км від Бе-Комо, Квебек, Канада. Побудована між 1961 і 1967. 22 червня 2010, гребля і електростанція були перейменовані на честь екс-прем'єра Квебеку - Жан Лесаж, який був прем'єр-міністром Квебеку під час будівництва комплексу.

## Гребля
ГЕС Манік-2 — гравітаційна гребля з порогом що має водоскид з бетону. Водосховище розпочинається від водоскиду ГЕС Манік-3 є греблево-русловою і має вісім радіально-осьових турбін, із загальною потужністю 1145 МВт

## Будівництво і введення в експлуатацію
Будівництво почалося 24 жовтня 1961. З 2 червня по 8 грудня 1962, дериваційні тунелі були прокладені через гори, щоб відвернути потік річки від будівельного майданчика. Гребля, що відхилила потік води до дериваційних тунелів була завершена 30 липня 1963, будівництво греблі почалося наступного дня. До осені 1965, було здано до експлуатації греблю і перші п'ять турбін ГЕС. Введення в експлуатацію решти турбін було завершено у 1967 році.

## Ресурси Інтернету
- (фр.) Pictures and information from Hydro-Quebec
- (фр.) Information on guided tour